# Francis Drake
 For alternative betydninger, se Drake.
Sir Francis Drake (født ca. 1540, død 28. januar 1596) var en engelsk viceadmiral, søfarer, opdagelsesrejsende, politiker, ingeniør, skibsentusiast, slavehandler og kaper på Elizabeth 1. af Englands tid. Han går i almindelighed for at have været den første skibsfører, der gennemførte en komplet jordomsejling, men han var reelt kun den anden, idet spanieren Elcano allerede i 1522 havde præsteret dette. Drake var også næstkommanderende i den engelske flåde, da den spanske armada truede med invasion i 1588 under Den engelsk-spanske krig.

## Fødsel og tidligste år
Francis Drake blev født i Tavistock, Devon, som søn af Mary eller Elizabeth Mylwaye (Mildmay?) og hendes mand Edmund Drake (1518–1585), en protestantisk bonde, som senere blev præst.
Som med mange af Drakes samtidige er hans eksakte fødselsår ukendt og kan være så tidligt som 1535; det anslåede år 1540 er baseret på to portrætter: en miniature malet af Nicholas Hilliard i 1581, da Drake angiveligt var 42, og et andet malet i 1594, hvor han angiveligt var 53 år gammel. Da Francis kun var den næstældste af en flok på tolv børn, kunne han ikke arve sin fars gård og var derfor nødt til at skabe sin egen karriere.
Under den katolske opstand i 1549 blev familien tvunget til at flygte til Kent. Da han var 13 år gammel, stod han til søs på en bark, og han blev fører af skibet, da han var 20 år gammel.
23 år gammel tog Drake på sin første rejse til Den Nye Verden, Amerika, sammen med sin fætter, sir John Hawkins. Sammen foretog de den første engelske slavehandelsekspedition.

## Konflikten i Caribien
I 1563 sejlede Drake først vestpå mod de spanske fastlandskolonier tiltrukket af den enorme rigdom, som Spaniens sølvmonopol havde ført med sig. Han hadede spanierne fra første stund, dels på grund af deres mistro mod alle ikke-spaniere, og dels på grund af deres katolske tro. Hans fjendtlige indstilling skal være blevet forstærket efter en hændelse ved San Juan de Ulloa i 1568, hvor spanske styrker udførte et overraskelsesangreb til trods for, at der var indgået våbenhvile nogle dage tidligere. Drake mistede nær livet ved dette sammenstød. Fra da af viede han sit liv til at kæmpe mod det spanske rige. På sin anden rejse udkæmpede han et slag mod spanske styrker, hvor han vandt en dyrekøbt sejr; mange engelske sømænd faldt, men Drake vandt dronning Elizabeths gunst.
I marts 1573 udførte Drake sin største bedrift under sine rejser i Caribien, da han kaprede en spansk sølvtransport ved Nombre de Dios. Han havde samlet et mandskab, som inkluderede flere franske kapere og undvegne afrikanske slaver, og sejlede ud for Darien, vore dages Panama, for at søge efter det spanske skib. Han fandt sølvtransporten i havnen Nombre de Dios og erobrede en enorm mængde guld. Sølvet måtte han lade ligge, da han ikke havde mandskab nok til at tage de spanske skibe med, og hans egne kunne ikke rumme hele lasten. Da han kom tilbage til Plymouth den 9. august 1573, havde han kun 30 engelske sømænd tilbage om bord, alle rige efter den vellykkede kapring. Til hans store skuffelse kunne hans bedrift ikke blive officielt anerkendt, da dronningen havde underskrevet en midlertidig våbenhvile med Filip 2. af Spanien.

## Jordomrejsen
Drake sejlede ud igen i 1577 med flagskibet Pelican og fire andre skibe for at udforske Magellanstrædet. Under rejsen blev flagskibets navn ændret til Golden Hind, som er det skibsnavn, man frem for alt forbinder med Drake. Da krigen med Spanien var brudt ud igen, angreb han de spanske havne i Stillehavet, som han fandt på sin vej. Han sejlede så nordover i håb om at finde Nordvestpassagen. Et sted nord på den amerikanske Stillehavskyst tog han et landområde i besiddelse for den engelske krone, som han kaldte «Nova Albion». Det er usikkert, hvor dette lå, men Bodega Bay i California eller Coos Bay, Whale Cove i Neahkanicfjeldet i Oregon er gode kandidater. Derefter sejlede han videre til Java, og efter reparationer fortsatte han vestover til England. Dermed var jordomsejlingen fuldført. Da han kom hjem, blev han slået til ridder af dronning Elizabeth.

## Den spanske Armada
I 1588 opstod en stor trussel mod England, da Den spanske armada sejlede mod England for at invadere det. Drake gjorde da tjeneste som viceadmiral under Lord Howard af Effingham. Armadaen blev stærkt svækket af dårligt vejr, og det lykkedes den engelske flåde at stoppe resterne af den. En kendt historie, som antagelig er falsk, stammer fra denne episode: Drake skal have spillet bowls, et populært boldspil, ved havnen i Plymouth, da beskeden om, at armadaen var på vej, nåede ham. Han skal have svaret, at der var mere end nok tid til at spille færdig og alligevel slå spanierne.

## Hans sidste år
Han fortsatte også herefter som aktiv skibsfører. I 1595 angreb han uden held San Juan på Puerto Rico. En kanonkugle afskudt fra fæstningen El Morro gik igennem kaptajnskahytten på flagskibet, men Drake slap uskadt. Året efter forsøgte han igen at angribe San Juan, hvor et spansk skib, som transporterede sølv, havde søgt tilflugt. Dette forsøg mislykkedes også. Kort tid efter, den 28. januar 1596, døde han af feber.